# Roberto Ramos

Roberto Francisco Ramos (José Raydan, 26 de outubro de 1957) é um político, advogado e pastor evangélico brasileiro com atuação no estado de Minas Gerais.
Ramos foi vereador por três mandatos na cidade de Santa Luzia, e foi eleito deputado estadual para a 15º legislatura de Minas Gerais, pelo PST. Advogado, Roberto também é professor licenciado do curso de Direito da Fundação de Ensino de Contagem – FUNEC. Serviu como Defensor público na cidade de Contagem. É pastor da Igreja do Evangelho Quadrangular, exercendo pela mesma os cargos de Coordenador Metropolitano em Santa Luzia e de Secretário Estadual de Ação Social.